# Championnat d'Uruguay de football 2003
 (décembre 2023).
Si vous disposez d'ouvrages ou d'articles de référence ou si vous connaissez des sites web de qualité traitant du thème abordé ici, merci de compléter l'article en donnant les références utiles à sa vérifiabilité et en les liant à la section « Notes et références ».
Navigation
Saison précédente Saison suivante
La saison 2003 du Championnat d'Uruguay de football est la cent-unième édition du championnat de première division en Uruguay. Les dix-huit meilleurs clubs du pays disputent le championnat, qui se scinde en deux tournois saisonniers, Ouverture et Clôture. Le vainqueur de chaque tournoi et le premier du classement cumulé disputent la phase finale pour le titre. Les deux moins bons clubs de la capitale Montevideo et le moins bon club de l’intérieur sont relégués en deuxième division.
C'est le Club Atlético Peñarol qui est sacré champion d'Uruguay cette saison après avoir remporté le tournoi Clôture puis battu le triple tenant du titre, Club Nacional de Football, vainqueur du tournoi Ouverture. Il s’agit du 45e titre de champion d'Uruguay de l’histoire du club.

## Qualifications continentales
Le champion d'Uruguay se qualifie à la fois pour la Copa Libertadores 2004 et la Copa Sudamericana 2004, alors que son dauphin obtient son billet pour la Copa Libertadores. C'est par le biais de la Liguilla que l'on connaît le dernier qualifié pour la Libertadores et la Sudamericana.

## Les clubs participants
| - Club Atlético Peñarol - Defensor Sporting Club - Club Nacional de Football - Club Sportivo Miramar Misiones - Promu de D2 - Club Social y Deportivo Villa Española - CA River Plate - Tacuarembó Fútbol Club - Centro Atlético Fénix - Liverpool Fútbol Club - Promu de D2 | - Danubio Fútbol Club - Club Atlético Bella Vista - Montevideo Wanderers Fútbol Club - Club Atlético Plaza - Club Deportivo Maldonado - Club Deportivo Colonia - Promu de D2 - Club Atlético Cerro - Club Atlético Juventud - Central Español Fútbol Club |

## Compétition
Le barème utilisé pour établir les classements est le suivant :
- Victoire : 3 points
- Match nul : 1 point
- Défaite : 0 point

### Phase régulière
| Rang | Équipe                                 | Pts | J  | G  | N | P  | Bp | Bc | Diff |
| ---- | -------------------------------------- | --- | -- | -- | - | -- | -- | -- | ---- |
| 1    | Club Nacional de Football              | 44  | 17 | 14 | 2 | 1  | 34 | 9  | +25  |
| 2    | Club Atlético Peñarol                  | 38  | 17 | 12 | 2 | 3  | 43 | 20 | +23  |
| 3    | Danubio Fútbol Club                    | 34  | 17 | 10 | 4 | 3  | 34 | 19 | +15  |
| 4    | Montevideo Wanderers Fútbol Club       | 33  | 17 | 10 | 3 | 4  | 40 | 28 | +12  |
| 5    | Centro Atlético Fénix                  | 29  | 17 | 9  | 2 | 6  | 41 | 38 | +3   |
| 6    | Club Atlético Cerro                    | 28  | 17 | 8  | 4 | 5  | 25 | 21 | +4   |
| 7    | Club Deportivo Maldonado               | 28  | 17 | 8  | 4 | 5  | 24 | 26 | -2   |
| 8    | Defensor Sporting Club                 | 27  | 17 | 8  | 3 | 6  | 28 | 23 | +5   |
| 9    | Liverpool Fútbol Club                  | 27  | 17 | 8  | 3 | 6  | 24 | 24 | 0    |
| 10   | Club Sportivo Miramar Misiones         | 22  | 17 | 6  | 4 | 7  | 28 | 27 | +1   |
| 11   | Club Atlético Bella Vista              | 21  | 17 | 6  | 3 | 8  | 23 | 22 | +1   |
| 12   | Central Español Fútbol Club            | 21  | 17 | 6  | 3 | 8  | 15 | 22 | -7   |
| 13   | Tacuarembó Fútbol Club                 | 20  | 17 | 5  | 5 | 7  | 25 | 26 | -1   |
| 14   | Club Social y Deportivo Villa Española | 17  | 17 | 4  | 5 | 8  | 31 | 37 | -6   |
| 15   | Club Atlético River Plate              | 13  | 17 | 3  | 4 | 10 | 18 | 27 | -9   |
| 16   | Club Atlético Plaza                    | 12  | 17 | 2  | 6 | 9  | 17 | 26 | -9   |
| 17   | Club Deportivo Colonia                 | 9   | 17 | 2  | 3 | 12 | 13 | 36 | -23  |
| 18   | Club Atlético Juventud                 | 5   | 17 | 1  | 2 | 14 | 11 | 43 | -32  |

| Rang | Équipe                                 | Pts | J  | G  | N | P  | Bp | Bc | Diff |
| ---- | -------------------------------------- | --- | -- | -- | - | -- | -- | -- | ---- |
| 1    | Club Atlético Peñarol                  | 39  | 17 | 12 | 3 | 2  | 30 | 13 | +17  |
| 2    | Liverpool Fútbol Club                  | 31  | 17 | 9  | 4 | 4  | 23 | 15 | +8   |
| 3    | Centro Atlético Fénix                  | 29  | 17 | 8  | 5 | 4  | 21 | 16 | +5   |
| 4    | Defensor Sporting Club                 | 28  | 17 | 8  | 4 | 5  | 30 | 20 | +10  |
| 5    | Club Sportivo Miramar Misiones         | 28  | 17 | 8  | 4 | 5  | 26 | 21 | +5   |
| 6    | Club Atlético Cerro                    | 27  | 17 | 7  | 6 | 4  | 22 | 17 | +5   |
| 7    | Club Atlético River Plate              | 27  | 17 | 8  | 3 | 6  | 26 | 25 | +1   |
| 8    | Danubio Fútbol Club                    | 27  | 17 | 7  | 6 | 4  | 21 | 21 | 0    |
| 9    | Club Nacional de Football              | 26  | 17 | 7  | 5 | 5  | 29 | 23 | +6   |
| 10   | Club Atlético Bella Vista              | 26  | 17 | 7  | 5 | 5  | 23 | 22 | +1   |
| 11   | Club Deportivo Maldonado               | 23  | 17 | 6  | 5 | 6  | 16 | 14 | +2   |
| 12   | Club Deportivo Colonia                 | 23  | 17 | 6  | 5 | 6  | 24 | 23 | +1   |
| 13   | Central Español Fútbol Club            | 22  | 17 | 7  | 1 | 9  | 17 | 20 | -3   |
| 14   | Montevideo Wanderers Fútbol Club       | 18  | 17 | 4  | 7 | 6  | 19 | 24 | -5   |
| 15   | Tacuarembó Fútbol Club                 | 17  | 17 | 4  | 5 | 8  | 19 | 23 | -4   |
| 16   | Club Atlético Plaza                    | 11  | 17 | 2  | 5 | 10 | 16 | 30 | -14  |
| 17   | Club Social y Deportivo Villa Española | 8   | 17 | 1  | 5 | 11 | 14 | 29 | -15  |
| 18   | Club Atlético Juventud                 | 8   | 17 | 2  | 2 | 13 | 17 | 37 | -20  |

#### Phase finale
|  | Demi-finales        | Demi-finales              | Demi-finales          | Demi-finales          |                       |                       | Finale | Finale | Finale | Finale |
|  |                     |                           |                       |                       |                       |                       |        |        |        |        |
|  |                     |                           |                       |                       |                       |                       |        |        |        |        |
|  | Vainqueur Ouverture | Club Nacional de Football | 0                     | 0                     |                       |                       |        |        |        |        |
|  | Vainqueur Ouverture | Club Nacional de Football | 0                     | 0                     |                       |                       |        |        |        |        |
|  | Vainqueur Clôture   | Club Atlético Peñarol     | 1                     | 1                     |                       |                       |        |        |        |        |
|  | Vainqueur Clôture   | Club Atlético Peñarol     | 1                     | 1                     | Club Atlético Peñarol | Club Atlético Peñarol | -      | -      |        |        |
|  |                     |                           |                       |                       | Club Atlético Peñarol | Club Atlético Peñarol | -      | -      |        |        |
|  |                     |                           | 1er classement cumulé | Club Atlético Peñarol | -                     | -                     |        |        |        |        |
|  |                     |                           |                       |                       | -                     | -                     |        |        |        |        |
|  |                     |                           |                       |                       |                       |                       |        |        |        |        |
|  |                     |                           |                       |                       |                       |                       |        |        |        |        |
|  |                     |                           |                       |                       |                       |                       |        |        |        |        |

### Classement cumulé
C’est le classement cumulé qui détermine les huit équipes qualifiées pour la Liguilla ainsi que les clubs relégués en Primera B.
| Rang | Équipe                                 | Pts | J  | G  | N  | P  | Bp | Bc | Diff |
| ---- | -------------------------------------- | --- | -- | -- | -- | -- | -- | -- | ---- |
| 1    | Club Atlético Peñarol                  | 77  | 34 | 24 | 5  | 5  | 73 | 33 | +40  |
| 2    | Club Nacional de Football              | 70  | 34 | 21 | 7  | 6  | 63 | 32 | +31  |
| 3    | Danubio Fútbol Club                    | 61  | 34 | 17 | 10 | 7  | 55 | 40 | +15  |
| 4    | Centro Atlético Fénix                  | 58  | 34 | 17 | 7  | 10 | 62 | 54 | +8   |
| 5    | Liverpool Fútbol Club                  | 58  | 34 | 17 | 7  | 10 | 47 | 39 | +8   |
| 6    | Defensor Sporting Club                 | 55  | 34 | 16 | 7  | 11 | 58 | 43 | +15  |
| 7    | Club Atlético Cerro                    | 55  | 34 | 15 | 10 | 9  | 47 | 38 | +9   |
| 8    | Montevideo Wanderers Fútbol Club       | 52  | 34 | 14 | 10 | 10 | 59 | 52 | +7   |
| 9    | Club Deportivo Maldonado               | 51  | 34 | 14 | 9  | 11 | 40 | 40 | 0    |
| 10   | Club Sportivo Miramar Misiones         | 50  | 34 | 14 | 8  | 12 | 54 | 48 | +6   |
| 11   | Club Atlético Bella Vista              | 47  | 34 | 13 | 8  | 13 | 46 | 44 | +2   |
| 12   | Central Español Fútbol Club            | 43  | 34 | 13 | 4  | 17 | 32 | 42 | -10  |
| 13   | Club Atlético River Plate              | 40  | 34 | 11 | 7  | 16 | 44 | 52 | -8   |
| 14   | Tacuarembó Fútbol Club                 | 37  | 34 | 9  | 10 | 15 | 44 | 49 | -5   |
| 15   | Club Deportivo Colonia                 | 32  | 34 | 8  | 8  | 18 | 37 | 59 | -22  |
| 16   | Club Social y Deportivo Villa Española | 25  | 34 | 5  | 10 | 45 | 45 | 66 | -21  |
| 17   | Club Atlético Plaza                    | 23  | 34 | 4  | 11 | 33 | 56 | 29 | +27  |
| 18   | Club Atlético Juventud                 | 13  | 34 | 3  | 4  | 27 | 28 | 80 | -52  |

|  | Formation déjà qualifiée pour la Copa Libertadores |
|  | Qualification pour la Liguilla                     |
|  | Relégation directe en deuxième division            |

#### Liguilla
| Rang | Équipe                           | Pts | J | G | N | P | Bp | Bc | Diff |
| ---- | -------------------------------- | --- | - | - | - | - | -- | -- | ---- |
| 1    | Centro Atlético Fénix            | 14  | 7 | 4 | 2 | 1 | 8  | 4  | +4   |
| 2    | Club Deportivo Maldonado         | 12  | 7 | 3 | 3 | 1 | 8  | 6  | +2   |
| 3    | Danubio Fútbol Club              | 12  | 7 | 3 | 3 | 1 | 10 | 11 | -1   |
| 4    | Liverpool Fútbol Club            | 11  | 7 | 3 | 2 | 2 | 9  | 6  | +3   |
| 5    | Club Atlético Cerro              | 11  | 7 | 2 | 5 | 0 | 5  | 3  | +2   |
| 6    | Defensor Sporting Club           | 6   | 7 | 1 | 3 | 3 | 10 | 8  | +2   |
| 7    | Montevideo Wanderers Fútbol Club | 5   | 7 | 1 | 2 | 4 | 8  | 12 | -4   |
| 8    | Club Sportivo Miramar Misiones   | 2   | 7 | 0 | 2 | 5 | 5  | 13 | -8   |

|  | Qualification pour la Copa Libertadores 2004            |
|  | Participation au barrage pour la Copa Sudamericana 2004 |

Barrage pour la Copa Sudamericana :
| 23 décembre 2003 | Club Deportivo Maldonado | 1 - 2 | Danubio Fútbol Club    | Stade Centenario, Montevideo |                            |
|                  | Ximénez 89e              |       | Lima 63e · Olivera 68e | Arbitrage : Martin Vázquez   | Arbitrage : Martin Vázquez |

## Bilan de la saison
| Championnat d'Uruguay de football 2003 |                                        |
| Champion                               | Club Atlético Peñarol (45e titre)      |
| Qualifications continentales           |                                        |
| Copa Libertadores 2004                 | Club Nacional de Football              |
| Copa Libertadores 2004                 | Centro Atlético Fénix                  |
| Copa Libertadores 2004                 | Club Atlético Peñarol                  |
| Copa Sudamericana 2004                 | Club Atlético Peñarol                  |
| Copa Sudamericana 2004                 | Club Nacional de Football              |
| Promotions et relégations              |                                        |
| Promus en Primera División             | Rocha Fútbol Club                      |
| Promus en Primera División             | Club Atlético Rentistas                |
| Promus en Primera División             | Club Sportivo Cerrito                  |
| Relégués en Primera B                  | CA River Plate                         |
| Relégués en Primera B                  | Club Social y Deportivo Villa Española |
| Relégués en Primera B                  | Club Atlético Juventud                 |